# Desa Sukamakmur (administrativ by i Indonesien, Jawa Barat, lat -6,19, long 107,22)
Desa Sukamakmur är en administrativ by i Indonesien.   Den ligger i provinsen Jawa Barat, i den västra delen av landet, 40 km öster om huvudstaden Jakarta.